# 34206 Zhiyuewang
34206 Zhiyuewang è un asteroide della fascia principale. Scoperto nel 2000, presenta un'orbita caratterizzata da un semiasse maggiore pari a 2,8859026 au e da un'eccentricità di 0,0534860, inclinata di 3,09663° rispetto all'eclittica.